# Желтопёрая мелкозубая барабуля
Желтопёрая мелкозубая барабуля (лат. Mulloidichthys vanicolensis) — вид лучепёрых рыб из семейства барабулевых (Mullidae). Широко распространены в Индо-Тихоокеанской области. Максимальная длина тела 38 см. Морские придонные рыбы.

## Описание
Тело удлинённое, несколько сжато с боков, его высота укладывается 3,4—4,5 раз в стандартную длину тела. Длина головы укладывается 2,95—3,4 раза в длину тела. Два тонких подбородочных усика, окончания которых достигают заднего края предкрышки. Рыло довольно короткое, его длина в 2—2,5 раза меньше длины головы. Рот маленький, окончание верхней челюсти не достигает вертикали, проходящей через передний край глаза. На обеих челюстях щетинковидные зубы расположены лентой; на нёбе и сошнике зубов нет. На первой жаберной дуге 31—36 жаберных тычинок. Боковая линия полная, с 33—38 чешуйками, заходит на основание хвостового плавника. Хвостовой плавник вильчатый. Два спинных плавника, между ними помещается 5 поперечных рядов чешуй. В первом спинном плавнике 8 колючих лучей (первая колючка очень маленькая), а во втором — 9 мягких лучей. В анальном плавнике один колючий и 6 мягких лучей. В грудных плавниках 15—18 мягких лучей. В брюшных плавниках 1 колючий и 5 мягких лучей. Хвостовой стебель длинный, вдоль верхнего края помещается 11—12 рядов чешуй.
Верхняя часть тела над боковой линией жёлтая, нижняя часть тела серебристо-белая. Голова под глазами и за челюстями от серебристо-белого до светло-розового цвета; рыло тёмно-розовое и желтоватое над глазами. Вдоль середины тела проходит прямая жёлтая полоса, которая тянется от глаза до основания хвостового плавника; её ширина примерно равна диаметру зрачка, расширяется ближе к хвостовому стеблю. На ней нет чёрного пятна. С обеих сторон этой полосы от глаза до окончания основания анального плавника проходят узкие светло-голубые полоски (иногда беловатые). Спинные, брюшные, анальный и хвостовой плавники жёлтые; грудные плавники бесцветные. Подбородочные усики белые. 
Мкаксимальная длина тела 38 см, обычно до 25 см.

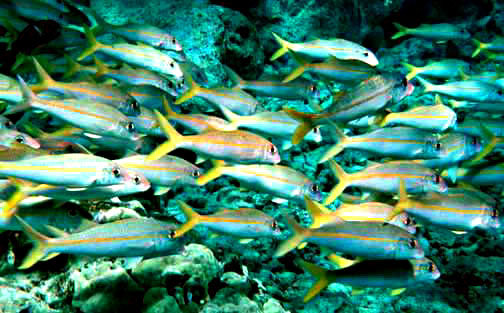
Стайка желтопёрых мелкозубых барабуль

## Биология
Морские придонные рыбы. Обитают в прибрежных водах, обычно в защищённых лагунах и бухтах вблизи коралловых рифов над песчаными грунтами на глубине от 1 до 113 м. В дневное время малоактивны, образуют небольшие стайки; ночью распределяются и охотятся поодиночке. Отыскивают добычу в песке с помощью чувствительных подбородочных усиков. Питаются донными беспозвоночными, в состав рациона входят мелкие крабы, креветки и другие ракообразные; офиуры, полихеты, морские ежи, фораминиферы.

## Ареал
Широко распространены в Индо-Тихоокеанской области. Индийский океан: от Красного моря вдоль восточного побережья Африки до юга Мозамбика и Маврикия; Французская Полинезия, Индонезия; западная часть Тихого океана: юг Японии, Океания, Новая Каледония, Гавайские острова, Австралия.

## Паразиты
В жабрах желтопёрых мелкозубых барабуль в водах Новой Каледонии обнаружены 5 видов моногенетических сосальщиков, относящихся к родам Volsellituba и Pennulituba. Пока эти паразиты обнаружены в жабрах только данного вида рыб.